# Кайве (Семская волость)
Ка́йве (латыш. Kaive) — село в Тукумском крае Латвии, в составе Семской волости. Расположено в 99,3 км от Риги. На 2015 год в селе проживал 231 человек.
Главная достопримечательность Кайве — Кайвский дуб, самое старое дерево Латвии и самый толстый дуб в Прибалтике. Другая достопримечательность — корчма бывшего поместья Кайве.

## Известные уроженцы
- Вия Артмане (1929—2008), актриса театра и кино, народная артистка СССР.